# Malik Beyleroğlu
Malik Beyleroğlu (n. 21 ianuarie 1970, Azerbaidjan) este un boxer ce a reprezentat Turcia, medaliat olimpic. A participat la o ediție a Jocurilor Olimpice (1996) în care a câștigat o medalie de argint.

## Participări
Lista de mai jos prezintă principalele competiții la care a participat Malik Beyleroğlu de-a lungul carierei.
- boxing at the 1996 Summer Olympics – middleweight[*]